# フジマリモ
フジマリモ（富士毬藻、Aegagropila linnaei var. yamanakaensis）は、球状の集合体を作ることで知られるマリモの変種。富士山北麓の富士五湖の3湖（山中湖・河口湖・西湖）に生育することが知られていたが、2012年（平成24年）6月に富士五湖のひとつ精進湖で生息が確認、2013年（平成25年）11月には最後の本栖湖でも生息が確認され、富士五湖すべてで生息していることが確認された。山梨県の県指定天然記念物に指定されている。

## 発見
1956年（昭和31年）4月18日、山中湖村村立山中小学校の6年生男子児童が山中湖で直径2センチほどの緑色の球状の藻を見つけた。男児は採取した藻を同小学校校長である杉浦忠睦に報告提出し、杉浦校長により富士毬藻と名付けられた。同年5月2日東京大学理学部本田正次教授によりマリモの一種であることが確認され、さらに同年9月6日長崎大学水産学部教授岡田喜一理学博士による現地調査の結果マリモの変種と断定され、学名 Aegagropila sauteri var. yamanakaensis 及び和名フジマリモとして報告された。
2012年（平成24年）6月23日に、山梨大学教育人間科学部の研究グループが、精進湖の水生植物の調査を行った際に、水草類に混じって直径2-3センチほどの球状の藻を発見した。研究室に持ち帰り顕微鏡で確認し、フジマリモの特徴である藻の枝先に物を吸着する不定根があることなどから、フジマリモであると確認された。精進湖でフジマリモの生息が確認されたことにより、富士五湖の4湖に生息していることとなり、残る本栖湖でも生息している可能性が高まった。
2013年（平成25年）11月16日、山梨大学の研究チームが本栖湖で潜水調査を実施。その結果、水深約20mの湖底で石に付着している藻を発見し、詳細を調査した結果、11月28日までにフジマリモと確認した。この研究成果により、富士五湖すべてでのフジマリモの生息が確認された。

## 特異性
これまでマリモは北半球の高緯度帯に生育するものとされてきたが、中緯度である山中湖（北緯35度25分付近）で発見されたことは植物分布学上興味深く、1958年（昭和33年）山梨県の天然記念物に指定され、その後1979年（昭和54年）には同じ富士五湖の河口湖で、1993年（平成5年）には西湖でもフジマリモが発見され、同年11月29日、改めてこれら3湖のフジマリモが「フジマリモ及び生息地」として県天然記念物に指定された。

## 生育環境と保護

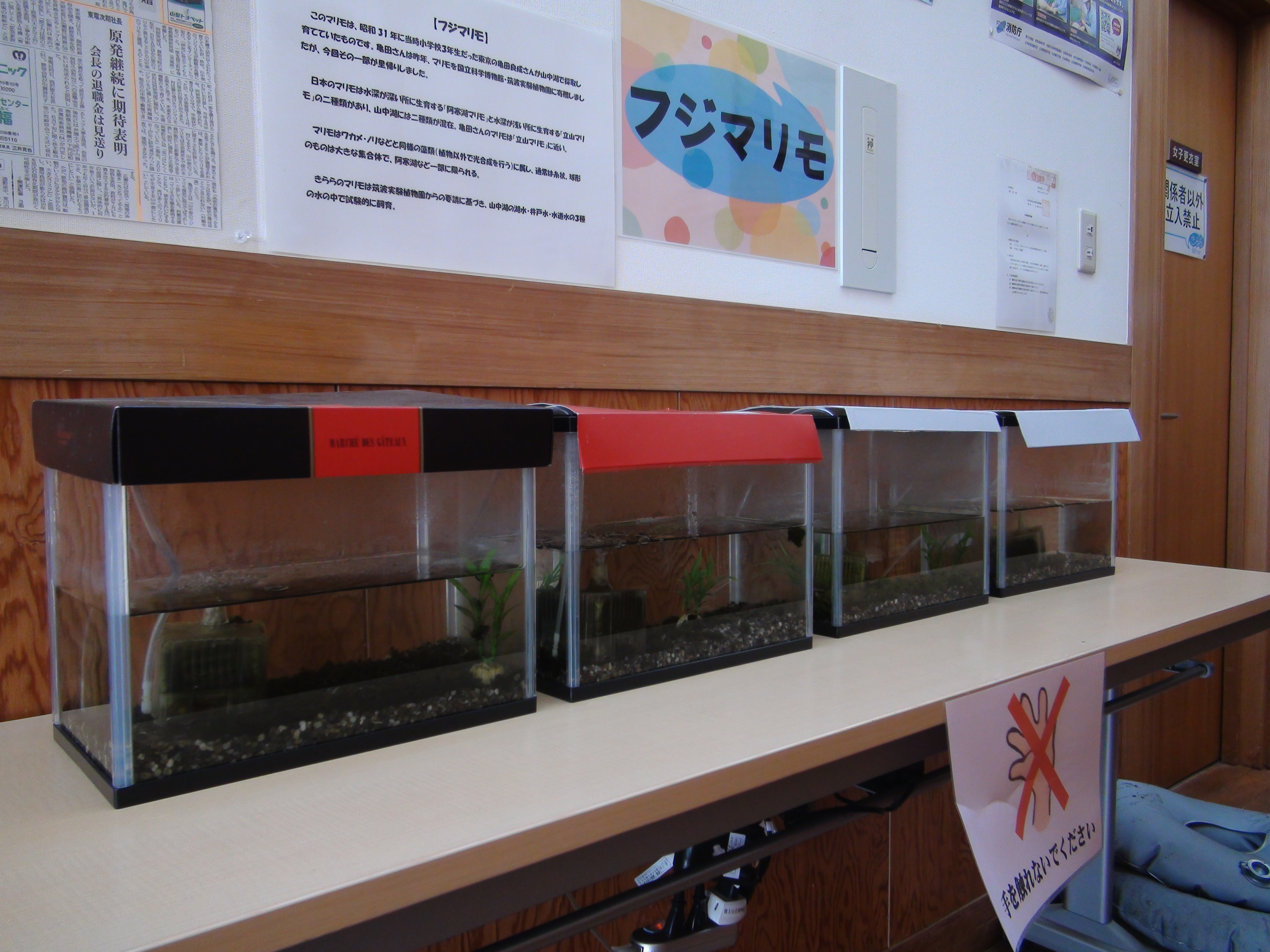
山中湖交流プラザ「きらら」で展示されているフジマリモ（2012年12月20日撮影）

山中湖及び河口湖は観光地化が進み、山梨県の重要な観光資源となっているが、湖周辺の開発に伴うフジマリモの生育環境の悪化が懸念され、保護対策の必要性が指摘されている。山中湖ではフジマリモの発見以来、分布に関する調査が数回行われているが1993年の調査を最後に同湖におけるフジマリモは10年以上確認されなくなり、2004年、2005年の調査報告では「山中湖では再度にわたる詳細な調査にもかかわらず確認には至らなかった」と富士北麓生態系調査会の報告書に記され、山中湖のフジマリモは絶滅したかに思われた。しかし2007年9月、湖北岸の潜水調査によって礫上に付着する糸状の藻が発見され、実体顕微鏡及び生物顕微鏡を用いて詳細な観察を行ったところ、マリモの特徴と一致し14年ぶりにフジマリモと確認された。

富士五湖に限らず、マリモは各地で個体数が減少しており、種として（マリモ、ヒメマリモとともに）絶滅危惧I類 (CR+EN)（環境省レッドリスト）
に指定されている。

## 関連新聞記事
2021年5月27日の日本経済新聞文化面で、「富士山のマリモ育てて65年」という記事が掲載された。寄稿者は、山中湖フジマリモ生息調査検討委員会委員の亀田良成で、この記事が正しいなら、フジマリモの発見・特定は、亀田のほうが先の可能性がある。

## 関連記事
- 阿寒湖
- 山中湖村
- 富士河口湖町
- 山梨県指定文化財一覧